# Кассационный суд Республики Армения
Кассацио́нный Суд Респу́блики Арме́ния (арм. Հայաստանի Հանրապետության Վճռաբեկ դատարան) — Верховный Суд (Кассационный Суд) Республики Армения. Высшая судебная инстанция Армении. Полномочия Кассационного суда определяются Конституцией Армении и законом. Кассационный суд республики заседает в Ереване.

## Цели деятельности
Основной целью деятельности Кассационного суда является единообразное применение и исполнение законов республики на территории страны. Суд рассматривает на основании жалоб акты Административного и Апелляционного судов. Решение Кассационного суда республики вступает в силу с его опубликованием. Оно является окончательным и не подлежащим обжалованию.

## Состав
Кассационный суд Армении состоит из Председателя (глава суда, решает все наиболее важные организационные вопросы и осуществляет верховный суд), Гражданской и Административной палаты и Уголовной палаты. В Уголовной палате числятся пять судей и президент. В Гражданской и Административной — девять судей и президент.

## Персонал суда
Судьям помогают помощники судей и помощники помощников. Проекты судебных актов составляет старший помощник судьи.
Статус, обязанности и права штата Кассационного суда определяются Уставом, законом Республики и другими актами.
Департамент правовых экспертиз проводит предварительное рассмотрение судебных решений и даёт им свою оценку.
Апелляционный суд принимает и рассматривает жалобы, подающиеся в высшие судебные инстанции, и регистрирует их.
Генеральный отдел Кассационного суда осуществляет документацию бумаг на имя Председателя суда и отвечает за получение им и Судебным департаментом всех документов.

## Председатели
| Начало полномочий | Окончание полномочий                     | Имя               |
| ----------------- | ---------------------------------------- | ----------------- |
| 1985              | 1990                                     | Артавазд Геворгян |
| 1990              | 1998                                     | Тариел Барсегян   |
| 1998              | 2005                                     | Генрик Даниелян   |
| 9 июня 2005       | сентябрь 2008                            | Ованес Манукян    |
| сентябрь 2008     | июнь 2018                                | Арман Мкртумян    |
| 20 июлю 2018      | настоящее время (избран сроком на 6 лет) | Ерванд Хундкарян  |

## см. также
- конституционный суд Армении